# Dąb Wolności (Żabno)
Dąb Wolności – pomnik przyrody, dąb szypułkowy rosnący w północnej części Rynku w Żabnie (województwo małopolskie) przed budynkiem dawnego ratusza i kościoła Ducha Świętego.
Drzewo zostało posadzone 10 listopada 1928 z inicjatywy burmistrza Żabna, Zdzisława Huberta dla uczczenia dziesiątej rocznicy odzyskania niepodległości przez Polskę. Czteroletnia sadzonka była darem Piotra Prażucha z Niecieczy, a zasadził ją Wojciech Seweryn, dyrektor żabieńskiej szkoły powszechnej, zakopując jednocześnie stosowny akt erekcyjny. Wokół sadzonki posadowiono kute ogrodzenie. W 1974 drzewo zyskało status pomnika przyrody pod numerem ewidencyjnym 213 (ponownie 6 kwietnia 1987). W 2007, przed 90. rocznicą odzyskania niepodległości, dąb poddano zabiegom konserwacyjnym, odnowiono ogrodzenie, zainstalowano podświetlenie i wyremontowano plac wokół drzewa wraz z małą architekturą.
Gminne Centrum Kultury oraz Miejsko–Gminna Biblioteka Publiczna w Żabnie organizują dla uczniów szkół podstawowych z terenu Gminy Żabno konkurs recytatorski „O Laur Dębu Wolności”.